# Walther Federn
Walther Federn (* 6. August 1869 in Wien, Österreich-Ungarn; † 1. Februar 1949 in New York) war ein österreichischer Nationalökonom und Wirtschaftsjournalist.

## Leben
Walther Federn stammte aus einer ursprünglich Prager jüdischen Ärztefamilie (Josef Salomon Federn und Ernestine Federn geb. Spitzer waren seine Eltern. Paul Federn, Karl Federn und Robert Federn waren seine Brüder, Else Federn und Etta Federn-Kohlhaas seine Schwestern, Ernst Federn und Klaus Federn seine Neffen). Walther Federn absolvierte aber die Handelsakademie in Wien und war als Bankangestellter tätig. 1908 gründete er die am Vorbild des Londoner Economist orientierte Zeitschrift Der Österreichische Volkswirt, deren Herausgeber er bis 1934 blieb. Als freier Journalist schrieb er auch über Wirtschaftsthemen bei der Frankfurter Zeitung und der späteren Tageszeitung Die Zeit.
Federn emigrierte nach dem Anschluss zunächst nach Schweden, ein Jahr später in die USA, wo er auch verstarb.
Er vertrat einen Liberalismus mit sozialer Komponente und genoss unter anderem die Wertschätzung von Karl Kraus. Federn fand in Ludwig von Mises einen langjährigen Kontrahenten.

## Werke
- Krieg und Währung, 1915
- 10 Jahre Nachfolgestaaten: Almanach 1908-1918-1928, 1928
- Die Auslandskredite in ihrer finanziellen, wirtschaftlichen und sozialen Bedeutung, 1928